# Gaius Volusenus Quadratus
Gaius Volusenus Quadratus war ein römischer Ritter, der zwischen 57 und 48 v. Chr. in Caesars Heer diente.

## Leben
Gaius Volusenus Quadratus spielte eine prominente Rolle im Gallischen Krieg Caesars. Im Winter 57/56 v. Chr. befand sich Caesars Legat, Servius Sulpicius Galba, mit einem Teil der 12. Legion im Winterlager in Octodurus (Martigny). Hier wurde er von Sedunern und Veragrern in großer Überzahl angegriffen. Auf den Rat des Primus Pilus Publius Sextius Baculus und des Volusenus, der den Rang eines Militärtribuns bekleidete, unternahm Galba mit seinen Truppen einen Ausfall aus dem Winterlager und besiegte die Gallier in der Schlacht von Octodurus.
55 v. Chr. war es Volusenus, der von Caesar mit einem Kriegsschiff vorausgeschickt wurde, um eine geeignete Stelle zur Landung in Britannien ausfindig zu machen, was ihm offenbar auch gelang. 53 v. Chr. wurde Volusenus von Caesar mit der Reiterei zu Quintus Tullius Cicero nach Aduatuca im Gebiet der Eburonen gesandt, wo die Sugambrer soeben einen Angriff auf Ciceros Lager abgebrochen und sich über den Rhein zurückgezogen hatten.
Im Winter 52/51 v. Chr. sollte Volusenus zusammen mit mehreren Centurionen im Auftrag des Titus Labienus einen Anschlag auf den Atrebaten Commius verüben, was misslang; Commius wurde lediglich schwer verwundet. Hans Gundel hat vermutet, dass Volusenus hier bereits den Rang eines praefectus equitum bekleidete. Wenig später, noch im Jahr 51 v. Chr., wurde Volusenus in dieser Stellung von Marcus Antonius mit der Verfolgung des Commius beauftragt: Es kam zu einem Reitergefecht, in dessen Verlauf Commius den Volusenus schwer verletzte und entkam.
Die letzte Information über Volusenus gibt Caesar in seinem Werk über den Bürgerkrieg: 48 v. Chr., vor Dyrrhachium, sollen die vornehmen Allobroger Aecus und Roucillus, Brüder, die in Caesars Reiterei dienten, Sold für die ihnen unterstehenden Soldaten unterschlagen haben. Caesar wies sie zurecht, worauf die Brüder zu Pompeius abfielen und vorher Volusenus ermorden wollten, um vor Pompeius als besonders verdient zu erscheinen. Obwohl letzteres misslang, nahm Pompeius sie ehrenvoll auf, weil sie ihn mit wertvollen Informationen zu Caesars militärischer Lage versorgten.

## Volusenus in der Forschung
Hans Gundel hat die Informationen in Caesars Werken noch auf zwei verschiedene Voluseni beziehen wollen, den Militärtribun Gaius Volusenus (s. o. bis einschließlich 53 v. Chr.) und den Reiterpräfekten Gaius Volusenus Quadratus (s. o. ab 52/51 v. Chr.), und sich hierbei auf T. Robert S. Broughton berufen. Letzterer folgte aber in seinem Supplementband zu The Magistrates of the Roman Republic nicht länger dieser Sicht, sondern schloss sich Ronald Syme an, der eine Identität von Militärtribun und Reiterpräfekt vertreten hat. Timothy Peter Wiseman hat vermutet, dass Volusenus wegen seiner militärischen Erfolge von Caesar ein Platz im Senat angeboten wurde.

## Belege
1. ↑  Caesar Bell. Gall. 3,1.
2. ↑  Caesar Bell. Gall. 3,5f. Siehe auch Cassius Dio XXXIX 5. Laut Eckart Mensching: Baculus, Commius und die Entstehung des Bellum Gallicum. In: Markus Janka (Hg.): ΕΓΚΥΚΛΙΟΝ ΚΗΠΙΟΝ (Rundgärtchen). Zu Poesie, Historie und Fachliteratur der Antike. Saur, Leipzig 2004, ISBN 978-3-598-73017-7, S. 175 zeige Caesars Darstellung, dass zwei Untergebene Galba gerettet hätten; dieser habe also versagt.
3. ↑  Caesar: Bell. Gall. 4,21. Siehe Hans Gundel: C. Volusenus (Nr. 1). In: Paulys Realencyclopädie der classischen Altertumswissenschaft (RE). Band IX A,1. Alfred Druckenmüller Verlag, Stuttgart 1961, Sp. 895.
4. ↑  Caesar: Bell. Gall. 6,41.
5. ↑  Caesar/Hirtius: Bell. Gall. 8,23. Siehe auch Cassius Dio XL 43.
6. ↑  Vgl. auch T. Robert S. Broughton: The Magistrates of the Roman Republic 2: 99–31 B.C. (= Philological Monographs. Band 15,2). American Philological Association, New York 1952, S. 239, der Volusenus, mit Fragezeichen versehen, unter den Präfekten aufführt.
7. ↑  Caesar/Hirtius: Bell. Gall. 8,48. Siehe hierzu auch Stephen P. Oakley: Single Combat in the Roman Republic. In: Classical Quarterly. Band 35, 1985, S. 392–410, hier: 396: „[...] almost [...] a formal duel.“
8. ↑  Caesar: Bell. Civ. 3,59.
9. ↑  Caesar: Bell. Civ. 3,60.
10. ↑  Caesar: Bell. Civ. 3,61.
11. ↑  Siehe Hans Gundel: C. Volusenus (Nr. 1). In: Paulys Realencyclopädie der classischen Altertumswissenschaft (RE). Band IX A,1. Alfred Druckenmüller Verlag, Stuttgart 1961, Sp. 894f.; Hans Gundel: C. Volusenus (Nr. 3). In: Paulys Realencyclopädie der classischen Altertumswissenschaft (RE). Band IX A,1. Alfred Druckenmüller Verlag, Stuttgart 1961, Sp. 896f.
12. ↑  Siehe T. Robert S. Broughton: The Magistrates of the Roman Republic 3: Supplement (= Philological Monographs. Band 15,3). 2., erweiterte Auflage. American Philological Association, New York 1986, ISBN 0-89130-811-3, S. 224; Ronald Syme: The Roman Revolution, 2., verb. Aufl. Oxford University Press, Oxford 1952, S. 70f., 355. So auch Jörg Fündling: C. Volusenus Quadratus. In: Der Neue Pauly (DNP). Band 12,2, Metzler, Stuttgart 2002, ISBN 978-3-476-01487-0, Sp. 321f.
13. ↑  Timothy P. Wiseman: New men in the Roman senate. 139 B.C.–A.D. 14. Oxford University Press, Oxford 1971, ISBN 0198147139, S. 147. örg Fündling: C. Volusenus Quadratus. In: Der Neue Pauly (DNP). Band 12,2, Metzler, Stuttgart 2002, ISBN 978-3-476-01487-0, Sp. 322: „Der Einzug V.' in Caesars Senat [Verweis auf Wiseman] bleibt (plausible) Vermutung.“

| Personendaten    | Personendaten              |
| ---------------- | -------------------------- |
| NAME             | Volusenus Quadratus, Gaius |
| KURZBESCHREIBUNG | römischer Ritter           |
| GEBURTSDATUM     | 1. Jahrhundert v. Chr.     |
| STERBEDATUM      | 1. Jahrhundert v. Chr.     |